# Distrito de Al Jfara
El Distrito de Al Jfara o Al Jifara(h) (en árabe: الجفارة‎ Al Ǧifāra) es uno de los 22 distritos que conforman la subdivisión administrativa de Libia desde el año 2007. Su capital es Al Aziziya. 
Al Jfara linda con el distrito de Trípoli al noreste, con el distrito Al Jabal al Gharbi al sur y con el distrito de Zauiya al oeste

## Superficie y población
El Distrito de Al Jfara tiene una superficie que ocupa una extensión de territorio compuesta de 1.940 kilómetros cuadrados. Aquí vive una población compuesta por 289.340 personas, según cifras del censo del año 2003. Por ende, la densidad poblacional de este distrito es de 149,14 personas por cada kilómetro cuadrado de Al Jfara.

## Composición
De 2001 a 2007, el Distrito de Al Jfara estaba compuesto de  veinte Congresos Populares Básicos (BPC). En 2007, se amplió con la adición de cuatro BPC del Distrito de Tarabulus (Trípoli), y en la actualidad consta de veinticuatro BPC.

## Localidades
- Al mashashitah